# Айронтон (Вісконсин)
Айронтон (англ. Ironton) — селище (англ. village) в США, в окрузі Сок штату Вісконсин. Населення — 662 особи (2020).

## Географія
Айронтон розташований за координатами 43°32′39″ пн. ш. 90°8′44″ зх. д. / 43.54417° пн. ш. 90.14556° зх. д. (43.544199, -90.145451).  За даними Бюро перепису населення США в 2010 році селище мало площу 0,87 км², з яких 0,86 км² — суходіл та 0,01 км² — водойми.

## Демографія
Згідно з переписом 2010 року, у селищі мешкали 253 особи в 92 домогосподарствах у складі 69 родин. Густота населення становила 290 осіб/км².  Було 104 помешкання (119/км²).
Расовий склад населення:
| - 95,7 % — білих - 0,4 % — чорних або афроамериканців |

До двох чи більше рас належало 4,0 %. Частка іспаномовних становила 1,6 % від усіх жителів.
За віковим діапазоном населення розподілялося таким чином: 28,1 % — особи молодші 18 років, 62,0 % — особи у віці 18—64 років, 9,9 % — особи у віці 65 років та старші. Медіана віку мешканця становила 30,4 року. На 100 осіб жіночої статі у селищі припадало 114,4 чоловіків;  на 100 жінок у віці від 18 років та старших — 119,3 чоловіків також старших 18 років.
Середній дохід на одне домашнє господарство  становив 57 799 доларів США (медіана — 52 969), а середній дохід на одну сім'ю — 63 729 доларів (медіана — 55 000). Медіана доходів становила 40 625 доларів для чоловіків та 34 821 долар для жінок. За межею бідності перебувало 8,4 % осіб, у тому числі 8,8 % дітей у віці до 18 років та 0,0 % осіб у віці 65 років та старших.
Цивільне працевлаштоване населення становило 122 особи. Основні галузі зайнятості: виробництво — 38,5 %, освіта, охорона здоров'я та соціальна допомога — 23,0 %, мистецтво, розваги та відпочинок — 11,5 %, роздрібна торгівля — 9,8 %.